# Park Young-sook
Park Young-sook (Koreaans: 박영숙; 18 december 1988) is een voormalig Zuid-Koreaans professioneel tafeltennisster. Zij speelt linkshandig met de shakehand-grip. Park is haar achternaam.

## Belangrijkste resultaten
- Zilver in het gemengd dubbelspel op de wereldkampioenschappen 2013 met Lee Sang-su.